# Восстание на «Сторожевом»
Восстание на «Сторожевом» — вооружённый мятеж группы военных моряков на большом противолодочном корабле (БПК) ВМФ СССР «Сторожевой» 8 ноября 1975 года. Руководителем восстания стал замполит корабля, капитан 3-го ранга Валерий Саблин.

## Ход восстания
Вечером 8 ноября 1975 года капитан 3 ранга Саблин зашёл в каюту командира корабля капитана 2 ранга Потульного и доложил, что в помещении поста гидроакустиков происходит конфликт на почве пьянства. Как только командир спустился по трапу в помещение, Саблин закрыл дверь на замок. Тут же рядом находился библиотекарь, он же по совместительству киномеханик — старший матрос Шеин. Саблин вручил ему пистолет и приказал никого не пускать к командиру.
В рубке, куда его заперли, Потульный обнаружил записку:«Извини, я не мог иначе. Придём к месту назначения, ты вправе будешь решать свою судьбу сам».
Заперев в акустическом отсеке командира корабля капитана 2-го ранга Анатолия Потульного, Саблин захватил управление «Сторожевым».
Вскоре по корабельной трансляции последовала команда: «Офицерскому и мичманскому составу собраться в кают-компании».
Первое, что спросили офицеры у Саблина: — Где командир? — Он в каюте, обдумывает наши предложения. Далее Саблин заявил: — Я собрал вас, чтобы сообщить, что корабль сегодня совершит переход на кронштадтский рейд. Там по требованию экипажа мы должны выступить по телевидению с заявлением.
Текст заявления сводился примерно к следующему:
«Руководство партии и советского правительства изменило принципам революции. Нет свободы и справедливости. Единственный выход — новая коммунистическая революция. Революция — это могучее движение общественной мысли, это колоссальный всплеск колебаний ионосферы, который неизбежно вызовет деятельность масс и воплотится в материальном изменении всей общественно-экономической формации. Какой класс будет гегемоном коммунистической революции? Это будет класс трудовой рабоче-крестьянской интеллигенции. Стержневой вопрос революции — вопрос о власти. Предполагается что нынешний государственный аппарат будет очищен, а по некоторым узлам разбит и выброшен на свалку истории. Будут ли эти вопросы решаться через диктатуру ведущего класса? Обязательно! Только через величайшую всенародную бдительность — путь к обществу счастья!»
Далее выдвигались следующие требования:

1. Объявить территорию корабля Сторожевой свободной и независимой от государственных и партийных органов в течение года.
2. Предоставить одному из членов экипажа возможность ежедневно выступать по радио и телевидению с 21:30 по 22:00.
3. Обеспечить корабль всеми видами довольствия.
4. Разрешить радиопередачи Сторожевого в радиосети Маяк.
5. При сходе на берег членов экипажа считать их неприкосновенными личностями.

«В течение двух часов ждём положительного решения на наши требования. В случае отказа вся ответственность ляжет на Советское правительство и Политбюро ЦК КПСС».
«За» высказались три лейтенанта и несколько мичманов. Всех, кто был не согласен, заперли в каютах. После этого во время ужина был собран личный состав. Саблин заявил: — Мы пойдём сегодня в Кронштадт, чтобы выступить по Центральному телевидению с заявлением о необходимости революционных преобразований. Нас должна услышать вся страна. Наши требования изложены в обращении «Всем, всем!» и в телеграмме членам Политбюро. Каждый офицер и мичман должен высказать своё мнение.
Пока шло это собрание, на стоявшую рядом подлодку сбежали командир электротехнической группы корабля старший лейтенант Фирсов и его подчинённый матрос, чтобы доложить о ЧП на корабле. Саблин отдал распоряжение сниматься с якоря. «Сторожевой» взял курс на выход из Рижского залива. Флотское командование опасалось, и небезосновательно, что на самом деле корабль уйдёт в Швецию (по примеру Йонаса Плешкиса, сделавшего это в 1961 году). Была начата масштабная операция по его перехвату. Вдогонку было брошено 9 кораблей погранвойск и Балтийского флота. Около трёх часов ночи 9 ноября был поднят по боевой тревоге 668-й бомбардировочный авиационный полк, базировавшийся на аэродроме Тукумс в двадцати километрах от Юрмалы.
Утром пришёл доклад от смотрителей Ирбенского маяка: «БПК „Сторожевой“ — курс 210 градусов, скорость — 18 узлов». При этом курс на Кронштадт был 337 градусов. До территориальных вод Швеции оставалось 43 мили и 2,5 часа хода, а до Кронштадта — 330 миль и 18 часов хода. Ситуация показывала, что Саблин может вести корабль не в Кронштадт, а в территориальные воды Швеции. Поступила команда — отсечь отход в Швецию.
Самолёты легли на боевой курс. Одна бомба попала прямо в середину палубы на юте корабля, разрушила при взрыве палубное покрытие и заклинила руль. Корабль стал описывать широкую циркуляцию и застопорил ход. В это время на главный командный пункт флота вбежал начальник оперативного управления контр-адмирал Яковлев и закричал: «БПК „Сторожевой“ остановился, товарищ командующий. Необходимо прекратить его обстреливать!» Во время обстрела группа матросов проникла в арсенал, вооружилась и освободила командира корабля и офицеров. Командир ворвался на ходовой мостик, выстрелил по ногам Саблина и вернул себе управление кораблём. В 10 часов 35 минут на командный пункт флота пришла телеграмма от капитана 2 ранга Потульного: «Корабль остановлен. Овладел обстановкой». В ходе этого эпизода один из бомбардировщиков по ошибке атаковал советский сухогруз, шедший из Вентспилса в Финляндию и повредил его осколками бомб. Вылет бомбардировщиков Як-28 был организован неудачно, за что почти весь руководящий состав авиадивизии и авиаполка получил предупреждение о неполном служебном соответствии от имени главнокомандующего ВВС.

## Последствия. Судебный процесс
Саблин был обвинён в измене Родине и 3 августа 1976 года расстрелян. Принимавший наиболее активное участие в восстании 23-летний матрос Александр Шеин (исполнял обязанности корабельного художника-оформителя и помогал Саблину зондировать настроения в экипаже) был приговорён к 8 годам лишения свободы. В отношении ещё 6 офицеров и 11 мичманов были возбуждены уголовные дела, однако суд оправдал их, хотя многие из них подверглись взысканиям по служебной и партийной линии. Экипаж «Сторожевого» был расформирован. Многих офицеров корабля уволили с военной службы.
В 1994 году военная коллегия Верховного суда РФ пересмотрела дело Саблина «с учётом новых обстоятельств» и переквалифицировала его с «измены Родине» на статьи о воинских преступлениях (превышение власти, неповиновение и сопротивление начальству), по совокупности которых изменила приговор на 10 лет лишения свободы. При этом было указано, что полной реабилитации Саблин и его соратник матрос Александр Шеин не подлежат.

## След в культуре
- Восстание на «Сторожевом» и бегство Йонаса Плешкиса легли в основу романа Тома Клэнси «Охота за „Красным Октябрём“»[5].

- Мятеж на «Сторожевом» и судьбу капитана Валерия Саблина подробно обсуждают, оказавшись в Балтийске, главные персонажи триллера «Мир по Новикову» московского писателя Андрея Гусева[6].
- Латвийский сериал "Мятеж" ("Dumpis") (2023). 7 серий. Режиссёр - Андрейс Экис. В ролях - Дайнис Грубе, Элина Ханзена, Инга Тропа, Андрис Кейшс, Эгон Домбровскис, Игорь Чернявский, Лаурис Дзелзитис.